# شاين بيرغمان
شاين بيرغمان هو لاعب كرة القدم الكندية كندي، ولد في 9 فبراير 1990.

## وصلات خارجية
- شاين بيرغمان على موقع JustSportsStats.com (الإنجليزية)